# Christl Staffner
Christl Staffner, verheiratete Herbert, (* 26. April 1940 in Kitzbühel) ist eine ehemalige österreichische Skirennläuferin. Sie erreichte Ende der 1950er- und Anfang der 1960er-Jahre mehrere Siege und Podestplätze in internationalen Rennen.

## Biografie
Ab Beginn der 1950er-Jahre nahm Staffner an Nachwuchsrennen und regionalen Wettkämpfen teil. Den ersten größeren Erfolg feierte sie 1957 mit dem Sieg im Riesenslalom am Stilfser Joch, den sie 1959 wiederholte. Ebenfalls 1959 gewann sie einen Riesenslalom in Obergurgl. Sie wurde in die österreichische Nationalmannschaft aufgenommen und erzielte in den nächsten Jahren zahlreiche Podestplätze. 1960 erreichte sie unter anderem einen zweiten Platz im Parsenn-Derby in Davos und im Riesenslalom von Innsbruck, 1961 einen zweiten Platz im Slalom von Méribel und jeweils den dritten Rang im Slalom von San Martino di Castrozza und im Riesenslalom von Lenggries. Bei den zum letzten Mal für Damen ausgetragenen Hahnenkammrennen in ihrem Heimatort Kitzbühel wurde sie 1961 jeweils Sechste in Slalom und Kombination.
Im Winter 1962 waren Staffners beste Resultate die zweiten Plätze in Slalom und Kombination von Gröden. Daneben erreichte sie aber nur wenige Top-10-Ergebnisse, weshalb sie bei den Weltmeisterschaften 1962 nicht zum Einsatz kam. In der Saison 1962/1963 belegte Staffner unter anderem dritte Plätze im Slalom von Spittal an der Drau und in der Abfahrt der Olympia-Generalprobe in der Axamer Lizum, doch weil im nächsten Winter im Vorfeld der Olympischen Winterspiele 1964 vordere Platzierungen weitgehend ausblieben, konnte sie sich im damals starken österreichischen Damenteam abermals nicht für ein Großereignis qualifizieren. Staffner wurde jedoch die Ehre zuteil, bei der Eröffnungsfeier das olympische Feuer ins Innsbrucker Bergisel-Stadion zu tragen, wo sie die Fackel an Josef Rieder übergab.
Ende der Saison 1963/1964 beendete Staffner ihre Karriere. Sie ging in die Vereinigten Staaten und arbeitete dort als Skilehrerin. 1964 oder 1965 (beide Jahresangaben werden genannt) stellte sie in Cervinia einen neuen Geschwindigkeitsrekord für Damen auf Skiern auf. Nach ihrer Rückkehr nach Österreich Ende der 1960er-Jahre heiratete sie einen Juristen. Das Paar hat einen Sohn und eine Tochter. Die Tochter Birgit Herbert (* 1975) war in den 1990er- und beginnenden 2000er-Jahren eine erfolgreiche Snowboarderin. Christl Herbert-Staffner nahm noch einige Zeit erfolgreich an Masters-Skirennen teil, übte aber auch den Skilanglaufsport aus und startete unter anderem beim Koasalauf.

## Erfolge in FIS-Rennen
- Siege
  - Riesenslalom am Stilfserjoch 1957 und 1959
  - Riesenslalom in Obergurgl 1959
- Zweite Plätze
  - Abfahrt des Parsenn-Derby in Davos 1960
  - Slalom in Méribel 1961
  - Slalom und Kombination in Gröden 1962
  - Kombination in Poiana Brașov 1963
- Dritte Plätze
  - Riesenslalom in Seefeld 1958
  - Riesenslalom in Sulden 1959
  - 2 Riesenslaloms in Seefeld 1960
  - Riesenslalom in Innsbruck 1960
  - Riesenslalom am Stilfserjoch 1960
  - Slalom in San Martina di Castrozza 1961
  - Riesenslalom in Lenggries 1961
  - Riesenslalom in Spittal 1962
  - Abfahrt auf der Axamer Lizum 1963
  - Abfahrt in Poiana Brașov 1963
  - Slalom in Spittal 1963